# Тернер, Фрэнк
Фрэнк Конвей Тернер (5 ноября 1922 года — 27 сентября 2010 года) — бывший британский гимнаст. Принимал участие в четырёх Олимпийских играх, в трёх как участник, в одних — как тренер национальной сборной. Был капитаном британской команды по спортивной гимнастике налетние Олимпийских играх 1948 года. Тернер был четыре раза чемпионом Великобритании по спортивной гимнастике.

## Биография
Фрэнк Тернер родился в 1922 году в районе Ист-Энд Лондона. С детства он проявлял интерес к спорту: настольному теннису, дайвингу, футболу, боксу и гимнастике. Выступая в наилегчайшем весе, Тернер боксировал в полуфинале чемпионате Ассоциации любительского бокса Англии. В эти годы у него появился интерес к гимнастике. В 1933 году в возрасте 11 лет он победил на юношеском чемпионате Юга Англии. После окончания школы в 1939 году он работал банковским служащим. В годы Второй мировой войны был призван в армию. С 1941 года служил в Королевской артиллерии. Служба проходила в Северной Африке и Сицилии. Был дважды ранен.

## Спортивные достижения
Тернер был выбран капитаном Британской команды по спортивной гимнастике на летних Олимпийских играх 1948 года. Команду тренировал Хельмут Банц, недавно освобождённый немецкий военнопленный, который остался в Англии в качестве сельскохозяйственного рабочего. На Олимпиаде Тернет принимал участие в соревнованиях в мужском индивидуальном многоборье, мужском командном многоборье, в вольных упражнениях, на брусьях, на коне, в опорном прыжке, кольцах. Однако он остался без медалей. Его высшим достижением было 12-е место в командном многоборье.
На летних Олимпийских играх 1952 года в Хельсинки и летних Олимпийских играх 1956 года в Мельбурне Тернер также остался без медалей. Здесь его высшим достижением было 21-е место в командном многоборье на Олимпийских играх 1952 года.
В качестве тренера команды Британии по спортивной гимнастике он также участвовал в летних Олимпийских играх 1960 года в Риме.
С 1949 по 1951 год и в 1953 году Тернер был четыре раза абсолютным чемпионом Британии по спортивной гимнастике. Он также принял участие в чемпионате мира 1950 года в Базеле, а в 1954 году — на чемпионате Европы в Франкфурте-на-Майне. В 1974 году ему было присвоено звание «Мастер гимнастки». В 1964 году получил степень бакалавра в области спортивных наук в Королевском политехническом институте и бакалавра образования в Открытом университете Великобритании. В 1965 году получил звание почётного гражданина лондонского Сити. Был женат. Имел двух сыновей, Кейт и Колин Тернер.
В своё время работал каскадёром в кино и на телевидении, выполняя за актёров гимнастические трюки.
Фрэнк Тернер умер от рака в сентябре 2010 года в возрасте 87 лет в своём доме в деревне Bricket Wood в графстве Хартфордшир. Его прах был развеян в поле в округе Aldenham.